# Delosperma gratiae
Delosperma gratiae är en isörtsväxtart som beskrevs av L. Bol.. Delosperma gratiae ingår i släktet Delosperma, och familjen isörtsväxter. Inga underarter finns listade i Catalogue of Life.